# 大张楼镇
大张楼镇，是中华人民共和国山東省济宁市嘉祥县下辖的一个乡镇级行政单位。

## 行政区划
大张楼镇下辖以下地区：
张西村、张东村、前高庄村、前张楼村、张赵庄村、方道沟村、秦王庄村、郝垓村、临湖集村、刘集村、张庙村、陶庄村、倪堂村、宗庄村、聂庄村、陈庄村、杨庄村、尹前村、尹后村、付庄村、东张楼村、路庄村、彭前村、彭后村、彭中村、彭西村、马龙岗村、任一村、任二村、任三村、任四村、新营村、曙光村、义和村、联合村、任庄村、红运村、运中村、运韩村、运峰村、运山村、运联村、红联村、运东村、新桥村、杨村、新狄村、新韩村和新陈楼村。

## 人口
2010年中国第六次人口普查时，大张楼镇共有人口36667人。共有家庭9815户，平均每户3.73人。14岁以下的少年儿童共8746人，占总人口23.85%；15-64岁人口共24574人，占总人口67.01%；65岁及以上的老年人共3347人，占总人口的9.128%。男性共计18905人，占总人口51.55%；女性共计17762，占总人口48.44%。本地居住的人口中，拥有本地户籍的人口为34799人，占94.90%。